# Station Wojnowice Wielkopolskie
Station Wojnowice Wielkopolskie is een spoorwegstation in de Poolse plaats Wojnowice.